# Her Morbid Desires

Her Morbid Desires est un film américain réalisé par Edward Plumb et sorti en 2008.

## Fiche technique
- Réalisation : Edward L. Plumb
- Scénario : Brad Linaweaver (histoire); Edward L. Plumb
- Genre: Comédie - Thriller - Fantastique
- Sortie USA: janvier 2008
- Statut: Complet

## Distribution
- Erica P. Hanson : Freddi/Tessa
- Ronn Moss : le comte Dracula
- Molly Murphy : la reine des Vampires
- Tippi Hedren : tante Gloria
- Robert Loggia : Bob
- Kevin McCarthy : le moine
- William Smith : Bill, le directeur
- Seth Marten : Gerry Shah
- Amanda Jordan : la fille aux cheveux bleus
- Symone Humphris : Cyndi Meadows
- Shawna Baca : Rebecca Dalia
- Jessica Borden : la vierge
- Kandis Erickson : Jennifer
- Del Howison : Glenn, le premier AD
- Nicole Panucci : le vampire aux cheveux noirs